# 漢森營
26°27′38″N 127°54′54″E / 26.460467°N 127.915076°E
漢森營（Camp Hansen）或稱漢森基地，是一座位在日本沖繩島中部的美國海軍陸戰隊基地，座落於金武灣北岸，用地橫跨該縣的金武町、宜野座村、名護市及恩納村，面積約51平方公里，其中大多為山地，共駐有約6,000名陸戰隊員，是沖繩眾多美軍基地中最北的設施之一，僅次於其北方的施瓦布營。漢森營與沖繩境內所有的美軍陸戰隊設施均由巴特勒營海軍陸戰隊基地管理。
漢森營的名稱取自戴爾·梅林·漢森海軍陸戰隊二等兵，他因為於1945年沖繩戰役期間，在60號高地（Hill 60）的戰鬥中表現英勇而獲頒榮譽勳章。戰鬥3日之後，漢森死於日本軍的狙擊手槍下。

## 駐紮部隊
- 第12陸戰團（英语：12th Marine Regiment (United States)）團部
- 12團3營（英语：3rd Battalion 12th Marines）
- 第3執法大隊（3rd Law Enforcement Battalion）
- 第3情報營（英语：3rd Intelligence Battalion）
- 第7通信營（英语：7th Communication Battalion）
- 第31遠征隊（英语：31st Marine Expeditionary Unit）
- 第5海空火協連（英语：Air Naval Gunfire Liaison Company）
- 第3醫務營（英语：3rd Medical Battalion）
- 第9工兵支援營（英语：9th Engineer Support Battalion）
- 特戰訓練群（Special Operations Training Group）
- 第3偵察營（英语：3rd Reconnaissance Battalion）下屬單位
- 第3陸戰師卡車運輸連（3rd Marine Division Truck Company）

## 設施
漢森營是中央訓練區（Central Training Area）所在地，包含數座靶場、實彈射擊訓練設施等訓練區域，為沖繩島上少數允許槍械射擊的區域之一。營區內亦有一座跨軍種的軍人監獄，收容被判短期服刑的美軍派駐東亞人員。
其他設施尚有基地販賣部（PX）、電影院、便利商店、2座體育館及一座名為的綜合娛樂設施（Consolidated Entertainment Facility），內建了2家餐廳及軍官、士官、士兵俱樂部。

## 大事記
- 1945年4月下旬：沖繩戰役期間，美軍登陸部隊在當時的金武村境內一塊台地狀農耕地舖設了2000公尺長的跑道，稱作「金武飛行場」。
- 1947年6月：沖繩民政府總務處為了擬建的新靶場，在該地進行勘查。
- 1947年7月：發布公告，宣布金武飛行場改設為靶場。
- 1947年9月：美軍將舊金武飛行場週邊的村有林地劃入靶場範圍、部隊開始實施射擊演習。
- 1950年6月：韓戰爆發，美軍派駐部隊追加了海軍艦砲支援（英语：Naval gunfire support）、航空作戰等相關演習訓練。
- 1957年：「漢森營」投入使用
- 1959年：「漢森營訓練場」投入使用
- 1962年10月20日：兵房等營區設施興建完成
- 1971年6月30日：根據沖繩返還協定諒解備忘錄C，美方將把「漢森營訓練場」內約177.4公頃的土地、及「漢森營」內390.6公頃的土地歸還給日方。
- 1972年5月15日：沖繩回歸日本。漢森營訓練場併入漢森營。
- 1975年5月19日：漢森營交還576公頃土地以供沖繩自動車道舖設。
- 1986年：麥克特勒斯營（英语：McTureous）內的4軍種聯合監獄轉移到本基地。
- 1990年3月：增設城鎮戰訓練設施
- 1997年：駐日美軍停止在104號縣道附近實彈炮擊訓練。
- 2002年2月6日：美軍將漢森營內約83.9公頃的土地交還日本，以供預定開工的漢那水壩（英语：Kanna Dam）使用。
- 2006年5月1日：隨著駐日美軍重編，發表了日本陸上自衛隊與美軍共用漢森營內部分設施的方針。
- 2006年7月10日：日美聯合委員會達成協議，漢森營歸還72.9公頃的土地作為億首水壩用地[2]。
- 2008年5月：依據2006年美日共用方針，日本陸上自衛隊開始在美軍漢森營內進行訓練
- 2013年8月5日：美國空軍一架HH-60舖路鷹直升機（英语：Sikorsky HH-60 Pave Hawk）於下午4點在宜野座村轄內的漢森營區墜毀[3]，4名機組人員中3人逃生，1人死亡[4]。出事直升機隸屬於美國第五航空軍第18聯隊（英语：18th Wing）的第33航空救援中隊（33rd Air Rescue Squadron）。
- 2020年6月日本冲绳县下属金武町展开对水源地地下水水质的调查工作，并于2021年9月17日发布的报告显示汉森营附近三个取水点的含有机氟化合物的指标均超过国家标准，被怀疑是数十年内秘密排放污水导致[5]。